# Saint-Bonnet-de-Montauroux
Saint-Bonnet-de-Montauroux är en kommun i departementet Lozère i regionen Occitanien i södra Frankrike. Kommunen ligger i kantonen Grandrieu som tillhör arrondissementet Mende. År 2018 hade Saint-Bonnet-de-Montauroux 98 invånare.

## Befolkningsutveckling
Antalet invånare i kommunen Saint-Bonnet-de-Montauroux
| Referens: INSEE |